# Liste der naturräumlichen Einheiten in Baden-Württemberg
Diese Liste der naturräumlichen Einheiten in Baden-Württemberg gibt die naturräumliche Gliederung höherer Ordnung wieder, soweit die höheren Einheiten ganz oder teilweise auf dem Gebiet Baden-Württembergs liegen. Sie beruht auf der naturräumlichen Gliederung für Deutschland, wie sie in den 1950er Jahren vorgenommen und im Handbuch der naturräumlichen Gliederung Deutschlands von der Bundesanstalt für Landeskunde unter Leitung von Emil Meynen vorgestellt wurde, entnommen der Amtlichen Beschreibung nach Kreisen und Gemeinden für dieses Bundesland.
Die vorangestellten zweistelligen Zahlen stellen je Haupteinheitengruppen dar, die dreistelligen je untergeordneten Haupteinheiten. Darüber hinaus gibt es noch Nachkommastellen (15 → 150 → 150.0 → 150.02), die hier aber nicht aufgeführt sind, sondern höchstens in den Artikeln zu den Haupteinheiten(gruppen).
Das Bundesamt für Naturschutz (BfN) erstellte 1994 eine neue Gliederung, die indes nur die Haupteinheitengruppen – und keine niedrigeren Ebenen – betrifft. Diese weicht von der Einordnung nach Meynen meistens nur durch eine geänderte Kennziffer (die Schwäbische Alb hat hiernach z. B. die Ziffer D60 statt 09) ab. Lediglich im Oberrheingraben wurden, was BW anbetrifft, mehrere Haupteinheitengruppen nach Meynen (20–23) zu einer neuen (D53) zusammengefasst.
Die neuen Kennziffern D01-D69 stehen je in eckigen Klammern hinter dem Namen der Haupteinheitengruppe.
In den Haupteinheiten und den noch niedrigeren Einheiten richtet sich auch das BfN bis heute noch nach den Kennziffern nach Meynen.
Auch die Landesanstalt für Umwelt, Messungen und Naturschutz Baden-Württemberg sortiert ihre Naturraumsteckbriefe noch nach den Haupteinheiten nach Meynen.
Viele der aufgeführten Einheiten sind grenzübergreifend und setzen sich dementsprechend in benachbarte Bundesländer fort.

## Gliederung

### Alpenvorland und Alpen

#### 03 SüdlichesAlpenvorland(Voralpines Hügel- und Moorland) [D66]
- 030 Hegau
- 031 Bodenseebecken
- 032 Oberschwäbisches Hügelland
- 033 Westallgäuer Hügelland
- 034 Adelegg

#### 04Donau-Iller-Lech-Platte[D64]
- 040 Donau-Ablach-Platten
- 041 Riß-Aitrach-Platten
- 042 Hügelland der unteren Riß
- 043 Holzstöcke
- 044 Unteres Illertal
- 045 Donauried

### Südwestdeutsches Schichtstufenland

#### 09Schwäbische Alb[D60]
- Westalb
  - 090 Randen (Klettgau- und Randenalb)
  - 091 Hegaualb
  - 092 Baaralb und Oberes Donautal
  - 093 Hohe Schwabenalb
- Mittlere Alb
  - 094 Mittlere Kuppenalb  (die Geologie unterscheidet noch eine Schichtflächenalb)
  - 095 Mittlere Flächenalb
- Ostalb
  - 096 Albuch und Härtsfeld
  - 097 Lonetal-Flächenalb (Niedere Alb)
  - 098 Riesalb

#### 10Schwäbisches Keuperland(Schwäbisches Keuper-Lias-Land) [D58]
- 100 Vorland der westlichen Schwäbischen Alb
- 101 Vorland der mittleren Schwäbischen Alb
- 102 Vorland der östlichen Schwäbischen Alb
- 103 Ries
- 104 Schönbuch und Glemswald
- 105 Stuttgarter Bucht
- 106 Filder
- 107 Schurwald und Welzheimer Wald
- 108 Schwäbisch-Fränkische Waldberge

#### 11Fränkisches Keuperland[D59]
- 113 Mittelfränkisches Becken
- 114 Frankenhöhe

#### 12Gäuplatten im Neckar- und Tauberland[D57]
- 120 Alb-Wutach-Gebiet
- 121 Baar
- 122 Obere Gäue
- 123 Neckarbecken
- 124 Strom- und Heuchelberg
- 125 Kraichgau
- 126 Kocher-Jagst-Ebenen
- 127 Hohenloher und Haller Ebene
- 128 Bauland
- 129 Tauberland

#### 13Mainfränkische Platten[D56]
- 130 Ochsenfurter Gau und Gollachgau
- 132 Marktheidenfelder Platte

#### 14Odenwald, Spessart und Südrhön[D55]
- 141 Sandstein-Spessart
- 144 Sandstein-Odenwald
- 145 Kristalliner Odenwald (Vorderer Odenwald)

#### 15Schwarzwald[D54]
- 150 Schwarzwald-Randplatten
- 151 Grindenschwarzwald und Enzhöhen
- 152 Nördlicher Talschwarzwald
- 153 Mittlerer Schwarzwald (Mittlerer Talschwarzwald)
- 154 Südöstlicher Schwarzwald (Mittlere Schwarzwald-Ostabdachung)
- 1551 Südlicher Hochflächenschwarzwald
- 1552 Südlicher Kammschwarzwald
- 1553 Weitenauer Bergland

#### 16Hochrheingebiet(Dinkelberg und Hochrheintal) [D69]
- 160 Hochrheintal
- 161 Dinkelberg

#### 20–23Oberrheinisches Tiefland[D53]

##### 20Südliches Oberrheintiefland
- 200 Markgräfler Rheinebene
- 201 Markgräfler Hügelland
- 202 Freiburger Bucht
- 203 Kaiserstuhl

##### 21Mittleres Oberrheintiefland
- 210 Straßburg-Offenburger Rheinebene
- 211 Lahr-Emmendinger Vorberge
- 212 Ortenau-Bühler Vorberge

##### 22Nördliches Oberrheintiefland
- 222 Nördliche Oberrheinniederung
- 223 Hardtebenen
- 224 Neckar-Rhein-Ebene
- 225 Hessische Rheinebene
- 226 Bergstraße

## Allgemeine Quellen
- Naturraumliste und -karte BaWü (PDF – 3,18 MB)
- Detaillierte LUBW-Naturraumkarte auf Basis von google.maps ("Natur und Landschaft" aufklappen)